# نبريات
النِّبْرِيَّات (بالإنجليزية: Oestridae)‏ أو ذبابة النِبْر أو ذباب النُبر أو ذباب النغف (بالإنجليزية: Botfly)‏ هي فصيلة من الذباب تختلف دورات الحياة الخاصة بها وفقًا لتنوع الأصناف، بيد أن يرقات جميع الأصناف تعد طفيليات داخلية لجميع الثديات. وتعرف بطريقة متفاوتة بأسماء شائعة مثل الذُّباب النِّبْرِيّ (warble flies) وذُباب العَقِب (heel flies) والنُّعْر (gadflies). تنمو يرقات بعض الأنواع في لحم الحيوانات المُضيفة لها، بينما تنمو الأنواع الأخرى داخل القنوات الهضمية الخاصة بالحيوانات المُضيفة لها.
ذباب الخامشة البشرية أو ما يطلق عليه اسم ذبابة اليرقات البشرية (human botfly)، هو الصنف الوحيد لذباب النِبْر المعروف باستخدامه لأجسام البشر على وتيرة واحدة كمُضيف ليرقاتها، وعلى الرغم من ذلك لا تعد الذبابة الوحيدة الضارة أو الأكثر ضررًا المسببة لداء النغف في البشر.

## فصيلةالنِّبْرِيَّات
تُعرّفالنِّبْرِيَّاتفي الوقت الحالي بوجه عام على أنها تشتمل على الفصائل السابقة النبريات (Oestrinae) وثاقبات الجلد (Cuterebridae) وأليفات المعدة (Gasterophilidae) واللحوميات (Hypodermatidae) أُسر.
كما تأتي النِّبْرِيَّات بدورها كفصيلة تندرج تحت فيلق النبريات، مع فصائل الخوتعيات (Calliphoridae) والأنفيات (Rhinophoridae) والمُستلجمات (Sarcophagidae) والتانشينيات (Tachinidae).
ومن بين فصائل الذباب المسببة لداء النعف، تشتمل النِّبْرِيَّات على النصيب الأكبر من الأصناف التي تعيش يرقاتها كطفيليات (parasites) إجبارية داخل جسم الثديات، حيث أن هناك ما يقدر بحوالي 150 صنفًا معروفًا حول العالم من تلك الأصناف. أما معظم أصناف الذباب الأخرى التي تُسبب داء النّعف فهي عبارة عن أعضاء تنتمي لفصائل قريبة، مثل الذباب الأزرق (blowflies) وذباب الدودة اللولبية (screwworm) المنتمي لفصيلة الخوتعيات.

## الاحتشار (Infestation)

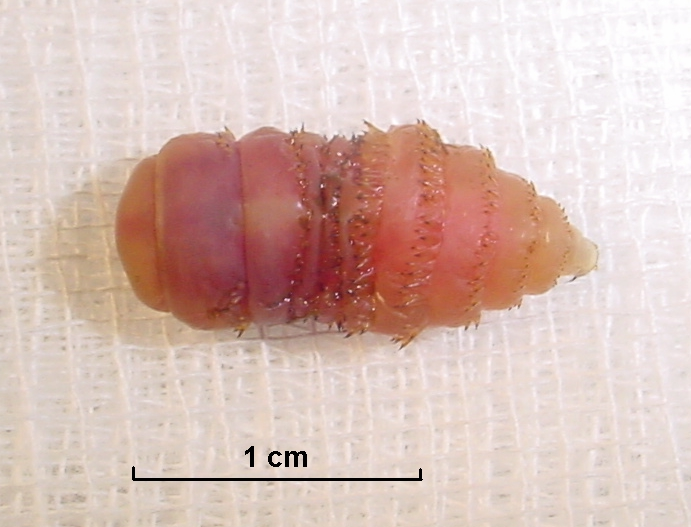
(Gasterophilus intestinalis) المرحلة اليرقية لنبراء اللوزة المَعدية

يضع ذباب النبر بيضهُ على أحد الكائنات المُضيفة، أو يستخدم في بعض الأحيان ناقل وسيط مثل ذباب المنزل والناموس الشائعان وأصناف القُراد (انظر الذبابة الخامشة البشرية). أما الذباب الأصغر حجمًا فتقبضه إناث النبر قبضًا وثيقًا وتقوم بتدويره إلى وضع يتمكن فيه النبر من لصق حوالي 30 بيضة بالجسم تحت الأجنحة. وتتجه اليرقات الناتجة من هذا البيض، والتي تُحفزها حرارة وقرب كائن ثديي مضيف كبير الحجم، إلى جلد هذا الكائن وتحفر تحته مباشرة. وفي الغالب، يتم استخدام نواقل وسيطة نظرًا لشعور عدد من الكائنات المضيفة بقرب ذبابة النبر وفرارها.
ويتم وضع البيض على جلد الحيوان مباشرة، أو تفقس اليرقات وتسقط من البيض الملازم للناقل الوسيط: وتعزز حرارة جسم الحيوان المضيف عملية الفقس بمجرد اللمس أو القرب المباشر. كما تنشأ بعض أشكال ذبابة النبر في المجرى الهضمي عقب الابتلاع عن طريق اللعق.

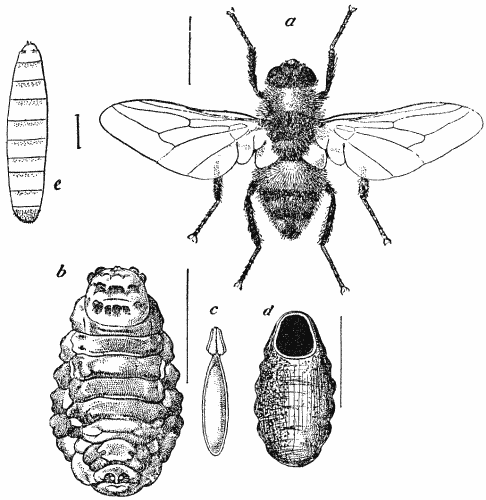
الذُّبابَةُ النِّبْرِيَّة (اللحموية البقرية (Hypoderma bovis))

داء النعف يُمكن أن تسببه اليرقات التي تحفر في جلد (أو بطانة نسيج) الحيوان المُضيف. وتسقط اليرقات مكتملة النمو من المُضيف وتستكمل الطور الانتقالي في التربة. بيد أنها لا تتسبب في مقتل الحيوان المضيف، ومن ثم فهي طفيليات حقيقية (على الرغم من أن بعض أنواع القوارض المحتشرة تعمل في الواقع على تلف خصي/مبايض المُضيف).
وتتسبب ذبابة النبر المصيبة للخيل صعوبات موسمية أمام مقدمي الرعاية خيول، حيث إنها تضع بيضها على باطن الأرجل الأمامية للخيل وعلى عظمة الساق والرقبة، وفي بعض الأحيان على الحنجرة أو الأنف، ويعتمد هذا على أنواع ذبابة النبر. ولابد من إزالة هذا البيض الذي يشبه قطرات الدهان الصغيرة الصفراء بعناية خلال موسم الوضع (أواخر الصيف وبداية الخريف) لتجنب احتشار الحصان. وعندما يقوم الحصان بفرك أنفه في ساقه، ينتقل البيض إلى الفم، ومنه إلى الأمعاء، حيث تنمو اليرقات وتلتصق ببطانة المعدة أو أنها تنتقل إلى المَعِي الصغير وتلتصق هناك. ويعمل التصاق اليرقات بالأنسجة على حدوث تهييج لطيف يتسبب في حدوث تآكلات وتقرحات في تلك المنطقة. وتتسم عملية إزالة البيض (الذي يلتصق بشعر الحصان) بالصعوبة، إذ أن العظمة والأوتار تقع مباشرة تحت الجلد الموجود على عظام الساق: ولابد من إزالة البيض بسكين حاد (شفرة موس غالبًا) أو صنفرة رملية خشنة، والإمساك بها قبل الوقوع على الأرض. وتظل اليرقات ملتصقة وتنمو لمدة تتراوح من 10 شهور إلى 12 شهرًا قبل أن تفقد وعيها في الغائط. كما أن مُلاك الخيول يُبلغون أحيانًا عن رؤية يرقات ذبابة النبر في روث الخيل. جدير بالذكر أن اليرقات تكون اسطوانية الشكل ولونها برتقالي مائل للحُمرة. وفي غضون فترة تتراوح من شهر لشهرين يخرج ذباب النبر من اليرقات النامية وتتكرر دورتها. بيد أنه يمكن السيطرة على عدم انتشار ذباب النبر من خلال أنواع عدة من مبيدات الديدان، بما في ذلك ثنائي الكلورفوس (dichlorvos) والايفرمكتين (ivermectin) وثلاثي الكلورفون (trichlorfon).
وفي الماشية، نجد أن الآفات التي يسببها ذباب النبر يمكن أن تتعرض للعدوى من خلال بكتريا مانهايمبا جرانيولوماتيس (Mannheimia granulomatis)، وهي بكتريا تُسبب مرضالليشيجوانا (lechiguana)، الذي يتسم بحُبيبات متصلبة سريعة النمو تحد جلد الحيوان. وفي حالة عدم استخدام المضادات الحيوية يموت الحيوان المصاب خلال فترة تتراوح من 3 أشهر إلى 11 شهر.
وتستخدم ذبابة اليرقات البشرية البشر أحيانًا كمضيف ليرقاتها. ويمكن أن تتسبب اليرقة نظرًا لأشواكها في الشعور بحالة من الألم الشديد تحت البشرة. وتشتمل عملية الإزالة على وضع لحم نيّء على منطقة الألم، والتي تستميل اليرقة للخروج وفقًا للنظريات.[بحاجة لمصدر] وهناك خيار آخر هو استخدام عصارة شجرة ماتاتورسالو (mata torsalo) الموجودة في كوستاريكا والمعروفة بقتلها لليرقات بيد أنها تترك اليرقات تحت الجلد. وعلاوة على ذلك، يُمكن أن يحاول المرء إحكام قفل فتحة التنفس التي أحدثتها اليرقة باستخدام طلاء الأظافر أو الفازلينوبعد يوم يقوم بسحب اليرقة المُختنقة الميتة للخارج. ويمكن أن يُفيد وضع شريط لاصق، بيد أنه يحمل خطرًا إضافيًا للعدوى نظرًا لأن أجزاء من أنبوب التنفس الخاص باليرقة يمكن أن يكسرها الشريط اللاصق مما يجعل من الصعب استئصال باقي جسم اليرقة.

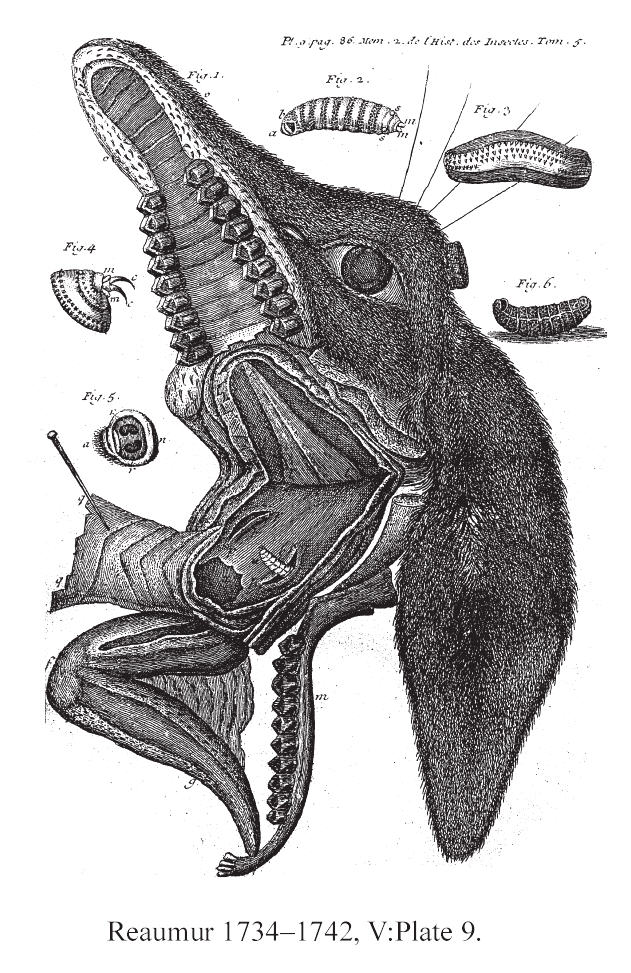
رأس مُشرّحة لأيِّل توضح يرقات ذباب النبر

## استخدامات البشر لها
في الأجواء الباردة التي يزدهر فيها غزال الرنة أو التجمعات التي تعتمد على الرنة، تتوافر كميات كبيرة من نغف (maggots) هيبوديرما تراندي (Hypoderma tarandi) (الذبابة النبرية) للإنسان خلال ذبح الحيوانات في المسالخ. وتعتبر هذه اليرقات التي تحتوي على معدلات مرتفعة من البروتين والدهون والأملاح مستساغة في العصر الحديث من قبل البعض كنوع من الرفاهية الموسمية الهامة. [بحاجة لمصدر]
حيث تُبرز الحلقة السادسة من الموسم الأول للمسلسل التليفزيوني «البقاء الخارق (Beyond Survival)» التي تحمل عنوان «الإينوت (Inuit) - الباقون في المستقبل» الخبير الناجيلي سترو (Les Stroud) واثنين من مرشدي الإينوت يصطادون غزال الرنّة في الساحل الشمالي في جزيرة بافين بالقرب من بوند إنتليت (Pond Inlet)، نونافوت (Nunavut)، كندا. وبمجرد ذبح وسلخ أحد الحيوانات، تظهر يرقات عديدة (يحتمل أنها هيبوديرما تراندي رغم عدم تحديدها بوضوح) داخل جلد الرنّة. ويأكل سترو ومرشدي الإينوت التابعين له (إن لم يكن على مضض إلى حد ما) يرقة بواقع واحدة لكل منهم، مع تعليق سترو عن اليرقة قائلاً «مذاقها يشبه اللبن» وأنه شاع تناولها قديمًا في شعب الإينوت.
وتؤكد الأعمال الفنية الغزيرة التي يعود تاريخها إلى عصر البليستوسين (Pleistocene) في أوروبا أهميتها في فترات ما قبل العصر الحديث أيضًا.

## وصلات خارجية
- Encyclopedia.com article
- "Bug Attack" documentary: includes footage and description of botflies
- A snopes article concerning a botfly infestation
- Human Botfly, Description and Cure

On the UF / IFAS Featured Creatures Web site
- Cuterebra emasculator, squirrel bot fly
- Dermatobia hominis, human bot fly
- Gasterophilus intestinalis, horse bot fly
- Hypoderma lineatum, common cattle grub